# Escadolles (Rivert)
Escadolles és una partida rural del terme municipal de Conca de Dalt, a l'antic terme de Toralla i Serradell, al Pallars Jussà, en territori del poble de Rivert.
Està situada a l'est-sud-est de Rivert, a la dreta del barranc de l'Espluga de Paradís, al nord del Serrat de Sant Joan, a llevant de les Vies i a ponent de Vilanoves.